# رابرت مک‌کال (اسکیت‌باز)
رابرت مک‌کال (انگلیسی: Robert McCall; ۱۴ سپتامبر ۱۹۵۸ – ۱۵ نوامبر ۱۹۹۱) رقصنده روی یخ اهل کانادا بود.